# 賀蘭安石
賀蘭安石（?—?），唐朝初年汉化鲜卑人，擔任唐政府的越王府法曹一職，娶武士彠的長女武顺為妻，是武則天的姐夫，生一子賀蘭敏之及一女贺兰氏。越石早卒，武則天後來封自己的姐姐武顺為韓國夫人。

## 家世
贺兰安石则官朝散大夫、洺州长史。妻子武顺的碑则记为司卫卿。其子贺兰敏之的墓志，记袭爵应山县开国男，追赠卫尉卿、户部尚书、驸马都尉、韩国公。可能因为武则天称帝后，其妻武顺也属于受赠长公主之列，所以追赠贺兰安石為驸马。

## 子女
- 賀蘭敏之（643—671），字常住
- 贺兰氏，魏国夫人